# 킨보시
킨보시(金星, 금성)이란, 스모에서 히라마쿠(平幕)의 리키시가 요코즈나와의 대결(取組; 토리쿠미)에서 승리하는 것을 가리킨다. 다만, 산야쿠(三役) 이상(코무스비(小結) 이상)의 리키시가 요코즈나를 이겨도 킨보시가 되지 않고 일반적인 승리(흰별)로만 취급된다.

## 개요
'킨보시'란 단어는 타이쇼 시대부터 보이며, 1930년에는 킨보시를 할 경우 급료 인상의 대상이 됐다.
킨보시를 획득하면 리키시 포상금 지급 표준액이 10엔 증가한다. 이는, 카치코시(승리가 패배보다 많은 경우) 20점 분에 상당하며, 획득한 바쇼(場所, 대회)에서 승률 50%에 미달해도 대회별 보상금 지급액은, 10엔을 4000배로 한 4만엔이 전부 증액된다. 다만, 부전승이나 반칙승의 경우에는 킨보시가 되지 않는다. 단, 이사미아시(勇み足) 등 비기(非技)로 승리할 경우에는 킨보시가 된다.
또한, 우승결정전에서 승리한 경우에도, 그 자체는 순위표인 반즈케(番付)의 승강과 추가상금과 관계가 없으므로, 이 역시 킨보시가 되지 않는다. 과거에는 결정전에서 히라마쿠와 요코즈나의 대결은 7번 있었지만 전부 요코즈나가 승리했다.
'킨보시'란 말은 스모에서 승리를 '흰별', 패배를 '검은별'로 부르는 데에서 나타난 표현이다. 또한, 오제키(大関)를 이길 경우 속칭 '긴보시'(銀星; 은성)라고 하지만, 공식적인 표현은 아니며 급료 인상과도 무관하다. 또한, 언론에서도 사용하지 않는 말 그대로 속칭이다. 다만 '긴보시' 상황이거나, 산야쿠의 리키시가 오제키나 요코즈나를 이긴 경우 등에도 NHK의 '오즈모 중계'에서 인터뷰를 하기도 한다.
킨보시를 획득한 리키시는 해당 바쇼의 승률이 50%를 넘을 경우 삼상(三賞), 특히 수훈상의 대상이 되기 쉽다.

## 파생된 속어
- 킨보시를 올린다 - 이길 수 없다고 여겨지는 상대에게 승리하는 일, 또는 반드시 이겨야만 하는 경우에 승리하는 일을 뜻한다. 분명히 이길 수 없다고 여겨지는 상대에게 이기는 경우에는 다이킨보시(大金星; 대금성)이라고도 한다.
- 스모계의 은어 중에, 미인 또는 만났을 때 운이 상승할 것 같은 여성을 '킨보시'라 부르는 경우가 있다.

## 킨보시 획득 기록

### 킨보시 획득 수
2024년 1월 바쇼를 기준으로 함.
| 1위 | 아키노시마 카츠미   | 16개 |
| 2위 | 타카미야마 다이고로 | 12개 |
|     | 토치노나다 타이이치 |      |
| 4위 | 토사노우미 토시오   | 11개 |

10개를 획득한 선수로는 키타노나다(北の洋昇), 데와니시키(出羽錦), 츠루가미네(鶴ヶ嶺), 안넨야마(安念山), 오오즈츠(巨砲)가 있다.

## 방석의 춤
요코즈나가 패배할 경우, 대회장 전체에서 방석의 춤(座布団の舞)이 시작된다. 이는 킨보시를 획득한 리키시에 대한 상찬의 의미이나, 실제로는 모래판 위의 리키시와 교지 또는 관객이 방석을 맞아 부상당하는 우려가 있기에, 관내에서는 방석을 던지지 말아달라는 방송이 나온다.
근년에는 방석을 한번에 여러 개를 던지지 못하게 하는 등의 대책이 취해지고 있으며, 2010년 11월 바쇼에서 키세노사토(稀勢の里)가 하쿠호(白鵬)의 연승 기록을 깨고 킨보시를 차지했을 때에는 '방석의 춤'이 발생하지 않았다.